# Conrad Keller (Bildhauer)
Conrad Keller (* 3. Mai 1879 in Krauchenwies; † 16. April 1948) war ein deutscher Bildhauer. Als sein Hauptwerk gelten die beiden etwa 1903 entstandenen Monumentalfiguren am Portal der Universitätsbibliothek Heidelberg. Er wirkte danach an der Stadterweiterung von Wiesloch und am Bau der Heil- und Pflegeanstalt Wiesloch mit, später fertigte er insbesondere sakrale Arbeiten wie Grabsteine und Wegkreuze.

## Leben
Er war der Sohn eines Seilermeisters und absolvierte eine Steinmetzlehre in Meßkirch. Die anschließende Wanderschaft führte ihn nach Italien, wo er sich bei Carrara in der Marmorbearbeitung fortbildete. Zurück in Deutschland studierte er ein oder zwei Semester Kunstgeschichte in Straßburg. Um das Jahr 1902 wirkte er bei der Fassadengestaltung der Stadthalle in Koblenz mit, wo er seine Frau Therese Brink (1880–1941) kennenlernte, die er am 15. März 1902 in Frankfurt heiratete.

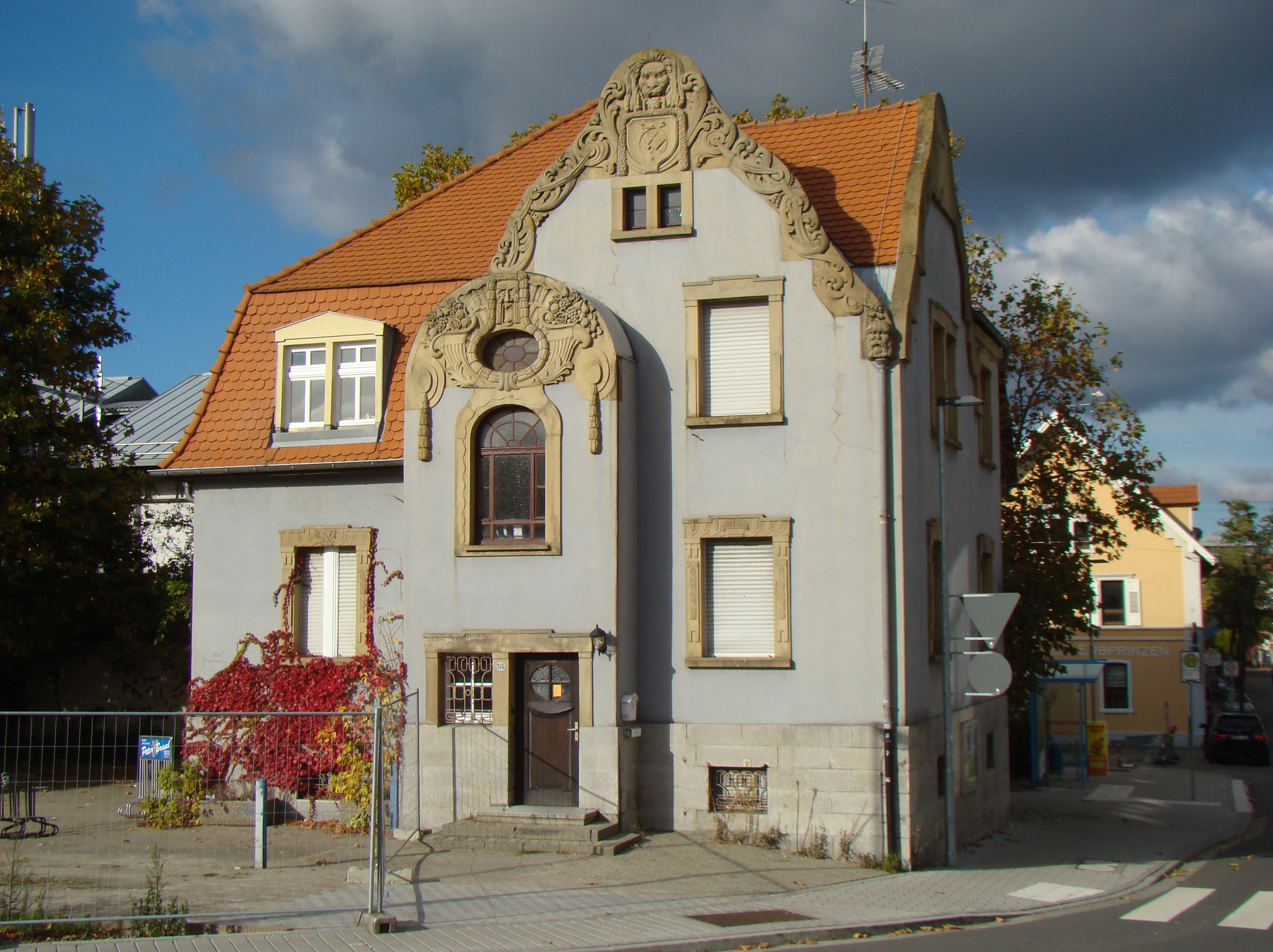
Keller-Wohnhaus in Wiesloch (heute Jugendzentrum)

Etwa 1903 wurde Keller zur Ausführung der Fassadenplastik an der neu erbauten Universitätsbibliothek Heidelberg herangezogen. Der Architekt war der Karlsruher Baudirektor Josef Durm, der hauptsächlich verantwortliche Bildhauer war Hermann Volz, der Teile des Auftrags auch an seinen Schüler Binz vergeben hatte. Volz und Binz besorgten im Wesentlichen nur die Entwürfe und ließen einen Großteil der Plastik von anderen Bildhauern ausführen. Da man sich bei der Ausschreibung der Arbeiten die Vergabe an „bewährte Geschäfte“ vorbehalten hatte, bedurfte es gewisser Beziehungen, um bei der Vergabe zum Zug zu kommen. Über welche Beziehungen Keller dabei verfügte, lässt sich heute nicht mehr sicher sagen. Man nimmt aber an, dass er bereits bei der Renovierung des Friedrichsbaus des Heidelberger Schlosses im Jahr 1900 mit Durm oder Volz zusammengearbeitet haben könnte. Für die Fassade der Universitätsbibliothek schuf er zumindest die beiden Monumentalfiguren am Portal sowie die beiden Musenköpfe an der Südfassade. Da keine Unterlagen mehr über die Herstellung des Fassadenschmucks vorhanden sind, kann über eine weitergehende Beteiligung Kellers nur spekuliert werden.

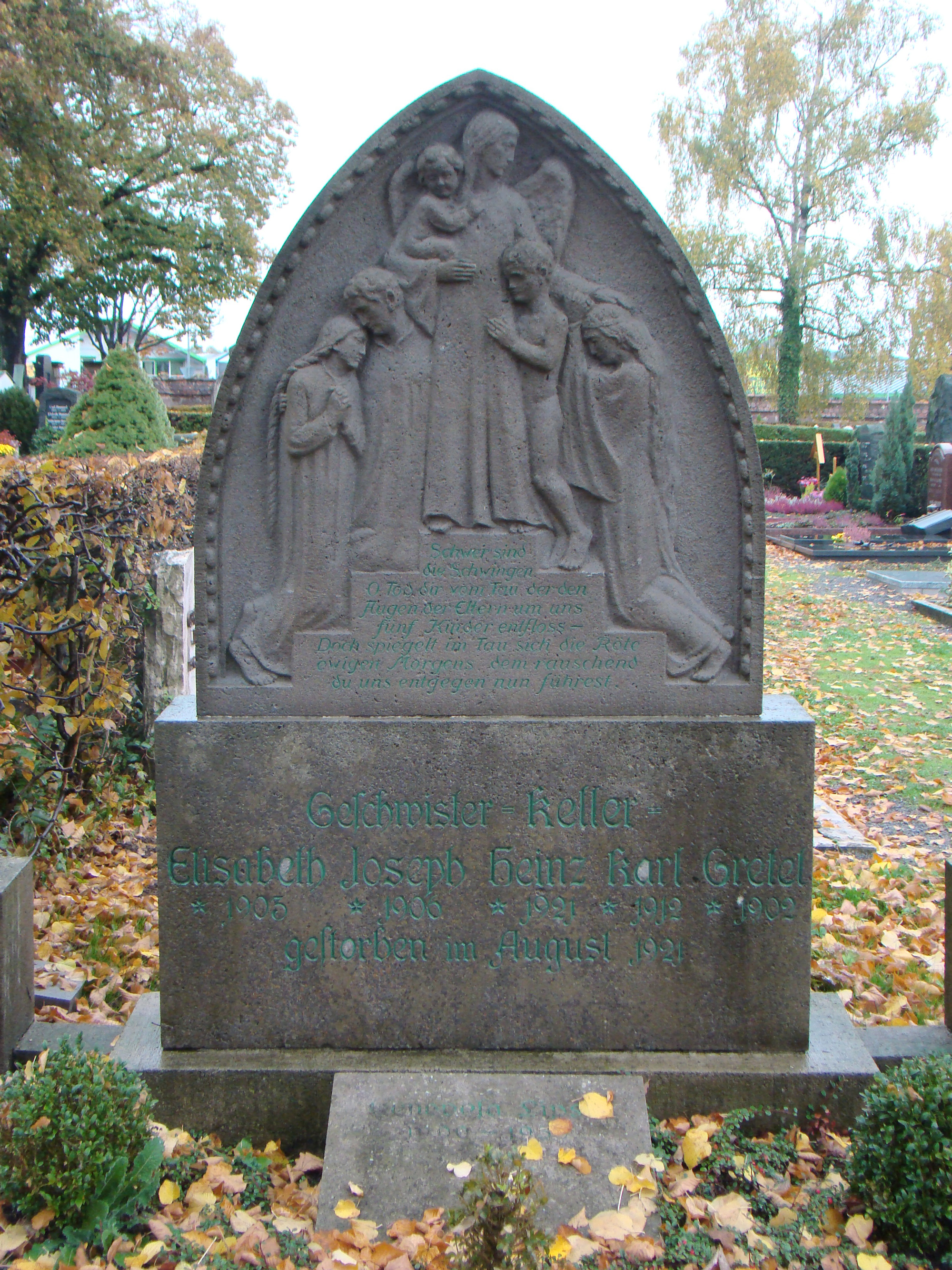
Grabmal der fünf im Jahr 1921 verstorbenen Keller-Kinder

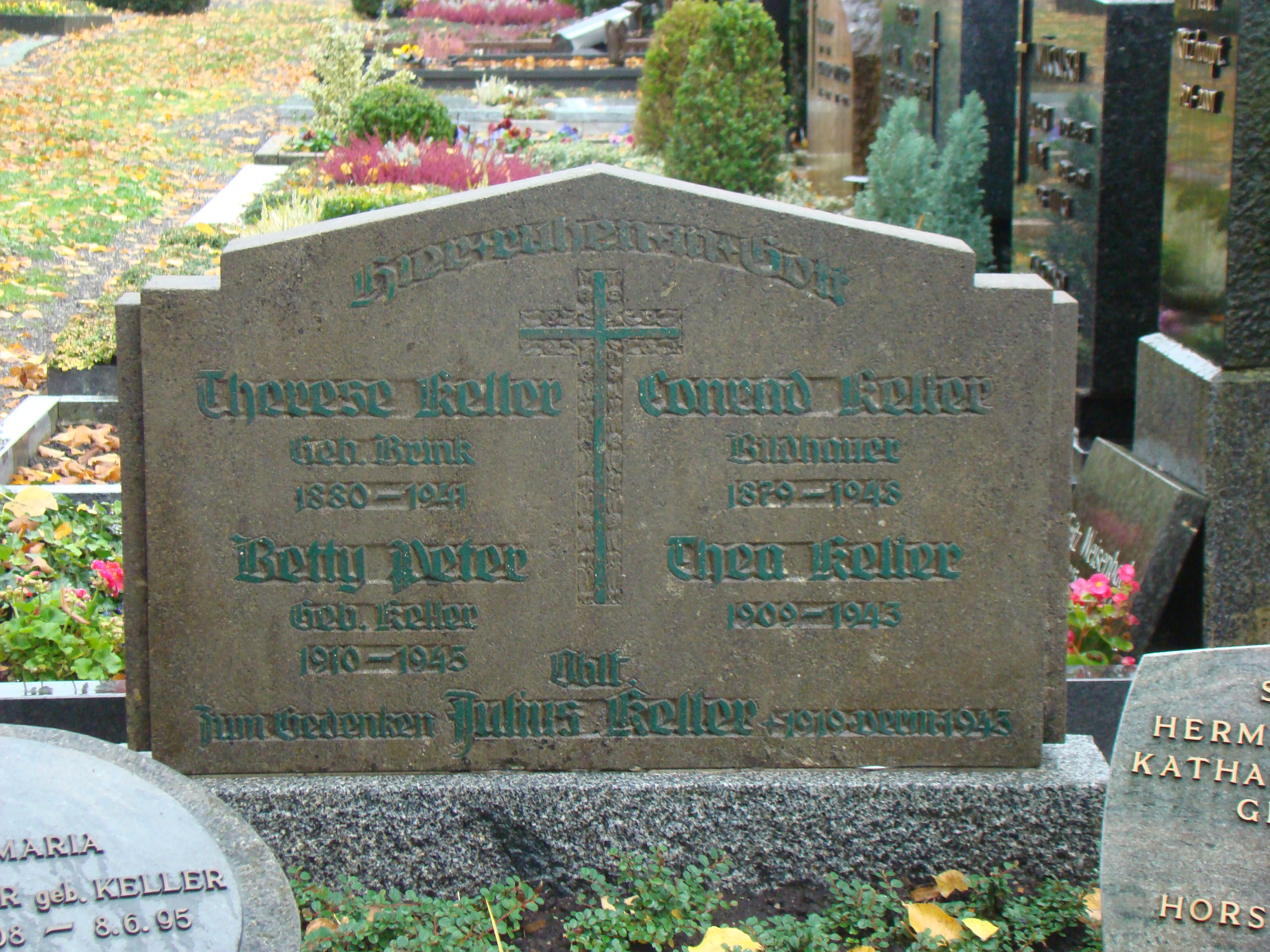
Grabmal von Conrad Keller

Ab 1904 lebte Keller in Wiesloch, unweit von Heidelberg. Dort wirkte er unter Stadtbaumeister Franz Fischer bei der Stadterweiterung in der Gerbersruhstraße und beim Bau der Heil- und Pflegeanstalt Wiesloch mit. Nachdem Keller mit seiner Familie zunächst zur Miete gewohnt hatte, erwarb er 1908 einen Bauplatz an der Wieslocher Hauptstraße, wo bis 1909 ein nach Plänen von Fischer erbautes Wohnhaus entstand, das Keller am Giebel mit Jugendstilelementen verzierte. An das Gebäude war eine Werkstatt angebaut, in der Keller künftig arbeitete. Das Haus wurde von Keller und seinen Nachkommen bis 1958 bewohnt und dann verkauft. Es kam 1982 in den Besitz der Stadt, die darin das heutige Jugendzentrum Wiesloch einrichtete.
Als 1909 der alte Wieslocher Friedhof (heute: Schillerpark) geschlossen wurde und ein neuer Friedhof am Ortsrand entstand, fertigte Keller für diesen in den ersten beiden Jahrzehnten die meisten der Grabsteine. Auch für den Wieslocher Judenfriedhof hat er Grabsteine geschaffen, außerdem erhielt er auch überregionale Aufträge für Grabdenkmäler, Wegkreuze, Bildstöcke und Fassadenschmuck. Um auch entfernteren Aufträgen nachgehen zu können, schaffte er sich als einer der ersten Bürger Wieslochs ein Auto an. Zur Bewältigung der Aufträge stellte er zwei feste Mitarbeiter und je nach Auftragslage auch mehrere Saisonarbeiter ein.
Mit seiner Frau Therese hatte Keller insgesamt 12 Kinder, die zwischen 1906 und 1924 geboren wurden. Der älteste Sohn Joseph infizierte sich 1921 mit Ruhr, an der innerhalb eines Monats dann fünf der Keller-Kinder verstarben. Für die Kinder schuf Conrad Keller 1921 ein prachtvolles Grabdenkmal mit der reliefplastischen Darstellung der Verstorbenen. 1922 schuf er außerdem das Kriegerdenkmal für den Friedhof in Malschenberg sowie den Josefsaltar in der Marienwallfahrtskirche in Waghäusel. Auch sein späteres Werk, das im Wesentlichen unerforscht ist, dürfte sich insbesondere im sakralen Bereich (Grabsteine, Wegkreuze, Bildschmuck für Kirchen) finden lassen.
Als die Stadt Wiesloch zur Zeit des Nationalsozialismus und nach Vertreibung der letzten jüdischen Einwohner im Jahr 1944 den bereits vom Staat beschlagnahmten Judenfriedhof vom Oberfinanzpräsidium Karlsruhe kaufen wollte, fragte man Keller um eine Taxierung des Werts der dort noch verbliebenen Grabsteine an. Keller selbst bekundete Interesse an 24 noch wiederverwertbaren jüngeren Grabsteinen aus Marmor und Granit und zahlte dafür im August 1944 die Summe von 1000 RM an. Als nach Kriegsende die amerikanische Militärregierung die Wiederherstellung des Friedhofs und die Rückgabe der Steine anordnete, hatte Keller bereits drei der Steine verarbeitet und konnte nur noch 21 Steine zurückgeben. Bis 1947 schloss sich noch ein Streit um die Rückzahlung des Kaufpreises an. Keller verstarb am 
16. April 1948 im Alter von 68 Jahren und wurde in Wiesloch begraben.

## Werk

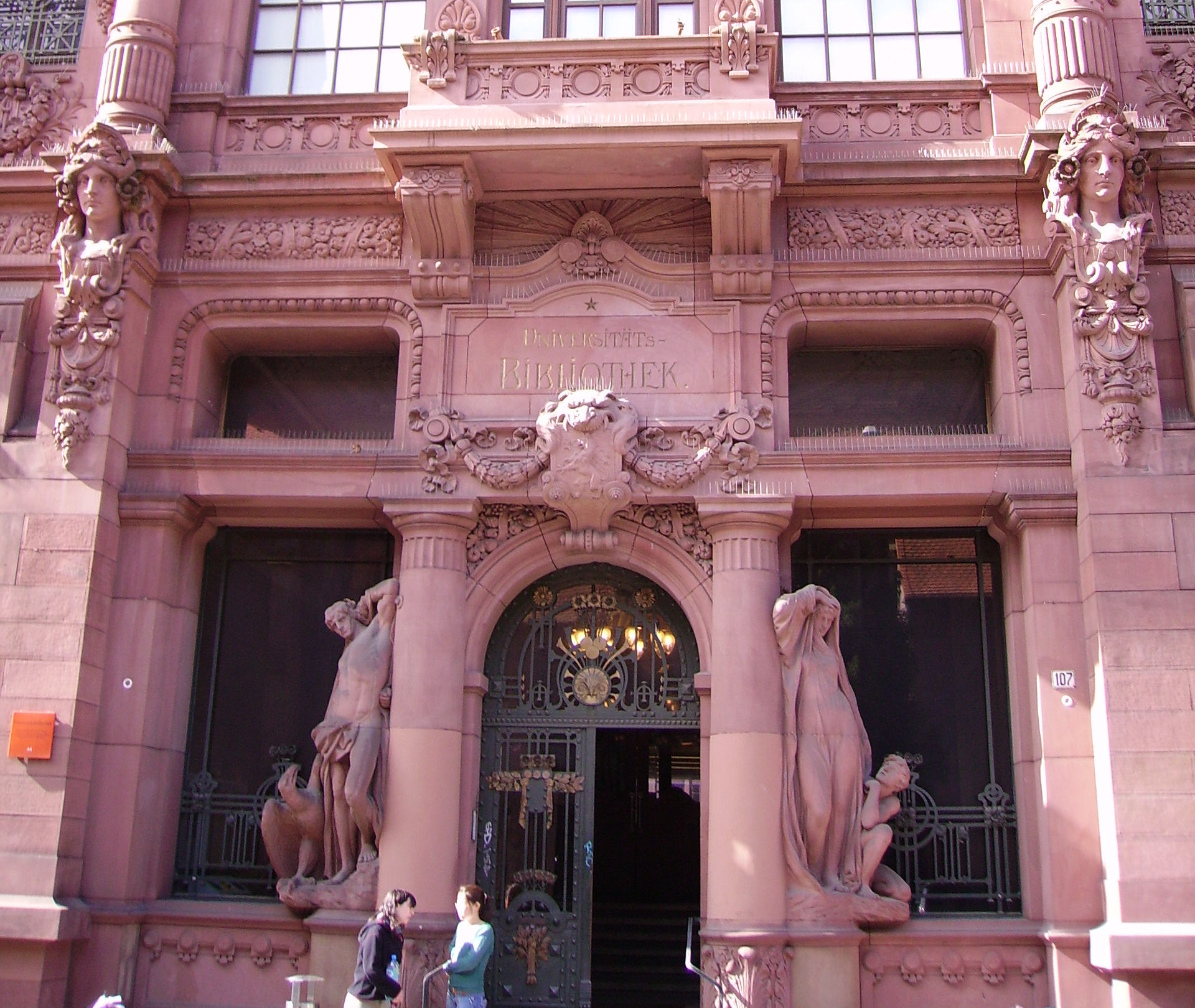
Portal der Universitätsbibliothek Heidelberg mit den beiden Monumentalfiguren von Conrad Keller

Das Gesamtwerk Conrad Kellers ist im Wesentlichen unerforscht. Sein Nachlass ist nur fragmentarisch und verteilt auf eine große Zahl von Erben erhalten. Die Blütezeit von Kellers künstlerischer Entwicklung lag sicher im Jugendstil, wo Kellers Fassadengestaltungen in Ornament und Figur eigene originelle Züge aufweisen. Sein Spätwerk liegt im sakralen Bereich und besteht hauptsächlich aus Auftragsarbeiten, die Stilmerkmale des Barock und der mittelalterlichen Kunst nachempfinden.
Die nachfolgende Auflistung ist eine Auswahl an gesicherten Werken:
- Die schöne Elsässerin (Marmor-Porträtbüste um 1900, vermutlich Meisterarbeit an der Kunstgewerbeschule in Straßburg)
- Portal der Universitätsbibliothek Heidelberg (zwei Monumentalfiguren Prometheus und Jungfrau, um 1903)
- Fassadenschmuck des Keller-Wohnhauses in Wiesloch, Hauptstraße 146 (Giebelreliefs, Fenstergewände, 1908/09)
- Mariengrotte in St. Leon (1911)
- Kindergrabstein der Keller-Kinder, Stadtfriedhof Wiesloch (1921)
- Kriegerdenkmal in Malschenberg (1922)
- Josefs-Altar in der Marienwallfahrtskirche in Waghäusel (1922)